# Albalate de Cinca (kommunhuvudort)
Albalate de Cinca är en kommunhuvudort i Spanien.   Den ligger i provinsen Provincia de Huesca och regionen Aragonien, i den nordöstra delen av landet, 400 km öster om huvudstaden Madrid. Albalate de Cinca ligger 212 meter över havet och antalet invånare är 1 183.
Terrängen runt Albalate de Cinca är platt. Runt Albalate de Cinca är det glesbefolkat, med 17 invånare per kvadratkilometer. Närmaste större samhälle är Binéfar, 18,3 km nordost om Albalate de Cinca. Trakten runt Albalate de Cinca består till största delen av jordbruksmark.